# Dixie

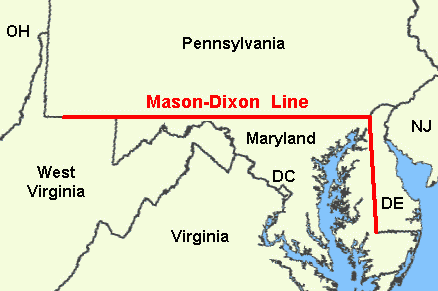
Mason-Dixonlijn (bron: National Atlas of the United States)

Dixie is een bijnaam die gebruikt wordt voor de Geconfedereerde Staten van Amerika (de zuidelijke staten van de huidige Verenigde Staten).
Waar deze naam precies vandaan komt is niet duidelijk.

## Oorsprong
Er bestaan meerdere verklaringen voor de oorsprong van deze naam:
- Het is de naam van een verlichte slavenbezitter op Manhattan, "Mr. Dixy". Hij was zo goed voor zijn slaven, dat "Dixy's land" een begrip werd voor een soort van "het beloofde land".
- De tiendollarbiljetten die door de Citizens Bank of Louisiana voor de Amerikaanse Burgeroorlog werden uitgegeven, hadden aan de achterzijde de aanduiding "dix" (Frans voor "tien") en werden daarom ook "dixes" of "dixies" genoemd. Vandaar dat Louisiana en daarna ook het hele Zuiden, ook wel het land van de "dixies" of ook "dixies land" werd genoemd.
- "Dixie" werd afgeleid van de Mason-Dixonlijn, de grens tussen Maryland en Pennsylvania (de noordelijke begrenzing van de Zuidelijke staten). Deze lijn werd, in de Engelse koloniale tijd, door Charles Mason en Jeremiah Dixon vastgesteld (1763- 1767).

De Mason-Dixonlijntheorie is de bekendste, maar heeft in wetenschappelijke kringen weinig aanhang.
- Dixie (ook wel Dixie's Land) was een volkslied van de Geconfedereerde Staten van Amerika.

## Gebruik
Gebieden in de Verenigde Staten die Dixie in de naam hebben:
- Dixie is een regio in het zuiden van de staat Utah
- Little Dixie is een regio in het zuiden van de staat Oklahoma
- Little Dixie is een regio in de staat Missouri, die is gesticht door Zuidelijken (inwoners van de zuidelijke staten)
- Dixie County, Florida is een county in de staat Florida
- Dixie, Washington is een stad in Walla Walla County in de staat Washington

De term Dixie heeft voor Amerikanen ook een emotionelere betekenis, in de zin van verschil in karakter tussen de noordelijke en de zuidelijke staten van Amerika. Het Noorden hardwerkend, meer welvarend, stijf, het Zuiden losser, meer "easy-going". Het is enigszins te vergelijken met het "ten noorden of ten zuiden van de grote rivieren" in de Nederlandse verhoudingen.
Natuurlijk heeft ook de Amerikaanse Burgeroorlog de verschillen en tegenstellingen tussen de Noordelijke staten en "Dixie" sterk beïnvloed.
Er bestaan dan ook veel liedjes die het leven in Dixie verheerlijken en die meestal het heimwee naar het zuidelijke geboorteland bezingen, bijvoorbeeld Suwannee River van Al Jolson of Hey porter van Johnny Cash. Het bekendste is I wish I was in Dixie (1859).
Het karakter van Dixie, ook in grote mate bepaald door de afstammelingen van de Afrikaanse slaven ("afro-americans"), heeft geleid tot vele vormen van jazz-muziek, waarvan natuurlijk de Dixieland zijn naam aan Dixie ontleent.